# Paola Rey
Paola Andrea Rey Arciniegas, née le 19 décembre 1979 à Bucaramanga, est une actrice colombienne.
Elle est principalement connue pour avoir tenu des rôles importants dans les telenovelas tels que La Baby sister, Pasión de Gavilanes,, Amores de mercado, Las detectivas y el Víctor ou encore Pobres Rico.
Elle est mariée à Juan Carlos Vargas. le couple a deux fils.

## Télévision

### Telenovelas
- Sín límites (1998) - Camila
- Fuego verde (1998) - Graciela
- Corazón Prohibido (1998)
- ¿Por qué diablos? (1999) - Jazmin
- La Baby sister (2000) - Fabiana Rivera
- Como el gato y el ratón (2002) - Giovanna
- Pasión de Gavilanes (2003) - Jimena Elizondo
- La mujer en el espejo (2004) - Juliana Soler/Maritza Ferrer
- Amores de mercado (2006) - Lucía Martínez
- Montecristo (2007) - Laura Franco
- Las detectivas y el Víctor (RCN Televisión 2009-2010) - Isabel "Chabela"
- La chica de mis sueños (Canal 6 2011) - Isabel
- Pobres Rico (RCN Televisión, 2012-2013) - Mariela Siachoque